# Домінік Прпич
Домінік Прпич (хорв. Dominik Prpić, нар. 19 травня 2004, Загреб, Хорватія) — хорватський футболіст, центральний захисник клубу «Хайдук».

## Ігрова кар'єра

### Клубна
Домінік Прпич народився у Загребі і у віці шести років почав займатися футболом в спортивній школі місцевого клубу «Загреб». У 2017 році молодого футболіста примітили скаути «Хайдука» і Прпич перебрався до цього клубу зі Спліта.
У складі «Хайдука» прпич виступав за молодіжні команди. Брав участь у Юнацькій лізі і в червні 2022 року підписав з клубом контракт до 2025 року. 12 листопада 2022 року у матчі проти «Славен Белупо» Прпич дебютував у першій команді в чемпіонаті країни.

### Збірна
Домінік Прпич виступав за юнацькі збірні Хорватії. З 2024 року він є гравцем молодіжної збірної Хорватії.

## Титули
Хайдук
 Переможець Кубка Хорватії: 2022/23